# Vithalsad olivastrild
Vithalsad olivastrild (Nesocharis ansorgei) är en fågel i familjen astrilder inom ordningen tättingar.

## Utseende och läte
Vithalsad olivastrild är en mycket liten astrild i olivgrönt, grått och svart. Hanen har ett smalt vitt halsband och är olivgrön på bröstet. Honan saknar halsbandet och är helgrå undertill. Arten liknar vitkindad astrild, men är mindre med svart huvud. Lätet består av en kort och tunn drill.

## Utbredning och systematik
Fågeln förekommer i bergstrakter i östra Kongo-Kinshasa, västra Uganda, norra Rwanda, Burundi och nordvästra Tanzania. Den behandlas som monotypisk, det vill säga att den inte delas in i några underarter.

## Levnadssätt
Vithuvad olivastrild hittas i täta och fuktiga miljöer inklusive skogsbryn, buskmarker och jordbruksbygd. Den ses ofta i små flockar.

## Status
Arten har ett stort utbredningsområde och beståndet anses vara stabilt. Internationella naturvårdsunionen IUCN listar den därför som livskraftig (LC).

## Namn
Fågelns vetenskapliga artnamn hedrar William John Ansorge (1850-1913), brittisk läkare i Mauritius, Uganda och Nigeria samt zoolog, upptäcktsresande och samlare av specimen verksam i tropiska Afrika.